# Frank Smythe
Francis Sydney Smythe, znany też jako Frank Smythe (ur. 6 lipca 1900  – zm. 27 czerwca 1949) – brytyjski wspinacz, pisarz, fotograf i botanik. Autor wielu książek o tematyce górskiej. Był członkiem Royal Geographical Society. Jego najważniejsze osiągnięcia wspinaczkowe to zdobycie Mont Blanc w Alpach oraz Kamet w Himalajach. Próbował zdobyć również Kanczendzongę i Mount Everest w latach 1930-1938 jednak nieskutecznie.
Zmarł na malarię w Delhi, na krótko przed swymi 49. urodzinami